# Великі Канівці
Великі Канівці — село в Україні, у Золотоніському районі Черкаської області. Входить до складу Чорнобаївської селищної громади.

## Назва
Назва села походить від перших мешканців Великих Канівців — переселенців з Канева та навколишніх сіл, які й заснували це село.

## Історія
Перша документальна згадка про Великі (Ближні) Канівці датована 1648 року. Очевидно, що вона є пізнішою за заснування села.
За Гетьманщини Великі Канівці входили як до складу Іркліївської сотні Переяславського полку, так і з 1757 року вже як сотенний центр у відновленій Канівецькій сотні того ж полку.
У 1779 році у Великих Канівцях була Преображенська церква
Зі скасуванням полкового устрою на Лівобережній Україні, Великі Канівці в 1781 році увійшли до Золотоніського повіту Київського намісництва.
За описом Київського намісництва 1787 року у Великі Канівці зазначені як містечко Канівці у якому проживало 596 душ. Було у володінні різного звання «казених людей», козаків і власників: таємного радника, сенатора Миколи івановича Неплюєва, бунчукового товариша Максима Требинського, городничого золотоніського Секунд-майора Іваненка.
У ХІХ ст. Великі Канівці були у складі Золотоніського повіту Полтавської губернії.
Село є на мапі 1812 року.
У другій Світовій війні брали участь 570 односельців, з них загинула 421 особа, а 143 осіб нагороджені орденами й медалями.
На території Великих Канівців розташовувалась центральна садиба радгоспу ім. Котовського, який обробляв 4359 га земельних угідь, у тому числі 4233 га орної землі. Господарство спеціалізувалося на вирощуванні зернових культур, а було розвинуте м'ясо-молочне тваринництво. Допоміжні — бджільництво, шовківництво, птахівництво. У 1960-х роках тут була середня школа, у якій навчалося 259 учнів, будинок культури із залом на 450 місць, дві бібліотеки з фондом 17,7 тис. книг.

## Населення
За даними перепису 2001 року становило 1397 осіб.

### Мовний склад
Рідна мова населення за даними перепису 2001 року:
| Мова       | Чисельність, осіб | Доля     |
| ---------- | ----------------- | -------- |
| Українська | 1 382             | 98,93 %  |
| Інше       | 15                | 1,07 %   |
| Разом      | 1 397             | 100,00 % |

## Монументи, пам'ятники
У селі споруджено пам'ятник борцям за встановлення Радянської влади, пам'ятник капітану А. О. Калініну, який загинув, визволяючи село від німців, обеліск Слави односельцям, що полягли в Другій Світовій війні.

## Відомі люди
У Великих Канівцях народилися:
- Більшай В. Л. — кандидат юридичних наук.
- Полях І.К. - пілот. Кавалер 7 бойових орденів.